# Soong Ching-ling

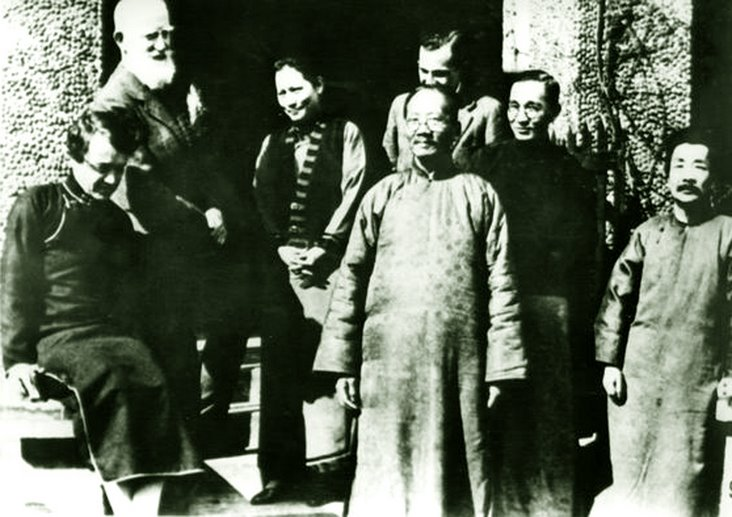
Soong tillsammans med ledande medlemmar i Det kinesiska förbundet för medborgerliga rättigheter i hennes villa vid Rue Molière i Shanghai, den 17 februari 1933. Från vänster syns Agnes Smedley, George Bernard Shaw, Soong, Cai Yuanpei, Harold Isaacs, Lin Yutang och Lu Xun.

Soong Ching-ling, ofta kallad Madame Sun (Yat-Sen), född 27 januari 1893 i Shanghai, död 29 maj 1981 i Peking, var en kinesisk politiker, gift med Sun Yat-sen. Hon var en av de tre Soongsystrarna vid sidan av Soong May-ling och Soong Ai-ling , som tillsammans med sina män tillhörde de mest inflytelserika personerna i kinesisk politik under 1900-talets första hälft. 
Hon var tredje vice ordförande för Centrala Folkregeringen 1949-1954, vice ordförande för den stående kommittén för nationella folkkongressen 1954-1959, och andra vice ordförande för Folkrepubliken Kina 1959-1975. Hon var vice ordförande (vice president) för Folkrepubliken Kina 1968-1972, vice ordförande för den stående kommittén för nationella folkkongressen 1975-1981, återigen  vice ordförande (vice president) för Folkrepubliken Kina 1976-1978, och slutligen hederspresident 1981. 

## Biografi

### Tidigt liv
Hon var dotter till den rike kristne affärsmannen och missionären Charlie Soong i Shanghai. Hennes kristna namn var Rosamund. Hon utbildades 1908-1913 vid Wesleyan College i Macon i Georgia, USA. 
Soong Ching-ling beskrivs som vacker, intelligent och passionerad, men reserverad. Hon intresserade sig tidigt för politik. Det uppges att hon greps av entusiasm när Kina år 1911 blev en republik, och att hon tidigt blev en beundrare av Sun Yat-sen. 
När hon återvände från USA 1913 gjorde hon sin far sällskap i Japan, där han bodde tillsammans med Sun Yat-sen. Hon lärde känna Sun Yat-sen, och paret blev förälskade. När hon återvände till Kina med sin far talade hon om sin önskan att gifta sig med Sun Yat-sen. Familjen motsatte sig det eftersom han var äldre, icke kristen och dessutom redan gift. Sun separerade från sin fru, och hjälpte sedan Ching-ling att rymma från Shanghai till Japan. Hon gifte sig 25 oktober 1915 med Sun Yat-sen i Japan. Paret var barnlöst. 

### Madame Sun
Giftermålet innebar en brytning med Ching-lings familj. När Sun Yat-sen och Soong Ching-ling återvände till Kina, bosatte sig Soong Ching-ling i sin hemstad Shanghai igen medan Sun ofta var frånvarande och ägnade sig åt politik, vilket gjorde att hon kunde reparera relationen till sin familj igen. Hon stannade i Shanghai under Suns första regeringstid i Kanton. När Sun upprättade sin andra regering i Kanton 1921 följde hon dock med honom dit och bosatte sig med honom i Kanton. Under äktenskapets första år var Soong inte riktigt accepterad som Suns fru. Hon fungerade som hans politiska sekreterare men inkluderades inte i de politiska diskussionerna, och Suns anhängare kallade henne fortfarande för fröken Soong. 
Vid denna tidpunkt var det också ett okänt fenomen i Kina att hustrun till en ledare spelade en offentlig roll, såvida hon inte var kejsarinna. Under Suns berömda flykt undan militärupproret i Kanton 1922 inträffade en händelse som förändrade Soongs ställning. När general Chen Chiung-mings trupper bombarderade Kanton, vägrade Sun officiellt att evakuera. I verkligheten gav hans sig av till en kanonbåt i hamnen, medan han lät Soong stannade kvar i hans bostad med sina livvakter. Bostaden blev sedan bombarderad i tron att Sun fortfarande befann sig där, vilket Sun tog till ursäkt att avföra kanonerna från sitt skepp. Soong fick fly utklädd i hans kläder under beskjutning i sällskap med en handfull livvakter, en livsfarlig flykt som förorsakade henne missfall och följande sterilitet. Soong lät sig intervjuas om händelsen i en Shanghaitidning och händelsen blev berömd. Detta gav hennes prestige i egen rätt. 
Hon accepterades efter detta som en fullvärdig person i Suns parti, inkluderades som en politisk medspelare och närvarade på hans politiska möten. Hon genomförde också en informell reform då hon skaffade sig en offentlig ställning som politikerhustru och "första dam" i Suns Kantonregering. Före detta hade ingen politikerfru i Kina spelat någon offentlig roll. Samtidigt var det en tid av hastig förändring, då fenomenet med den nya kvinnan hade dykt upp även i Kina. Soong började efter detta synas vid Suns sida i offentliga sammanhang och kalla sig för Madame Sun (Yat-Sen). Titeln "Madame" blev efter detta populär som titeln för en framstående modern kvinna i Kina. Sun inledde efter detta ett nära samarbete med Moskva, som gav honom regelbundna bidrag för att hjälpa honom i hans strid mot centralregeringen i Peking och infiltrerade hans parti med kommunister. Moskvas utsände i Kanton, Borodin, fick en god relation med Soong. Hon hade alltid varit intresserad av politik, men inte varit en anhängare av en specifik politisk ideologi förrän hon vid denna tid blev leninist, medan Sun enbart såg ryssarna som en metod att få kontroll över hela Kina och inte intresserade sig för kommunismen. Hon följde med Sun till Tientsin och slutligen till Peking i december 1924. Hon närvarade vid hans dödsbädd i mars 1925, och förde hans hand då han undertecknade sitt privata och politiska testamente, och blev hans enda arvtagare. Hennes systrar närvarade även de för att ge henne stöd.
Hon åtnjöt enorm prestige i sin egenskap av änka efter statsgrundaren till den kinesiska republiken, och kallades allmänt Madame Sun. Hennes prestige som Suns änka gjorde henne oantastlig i Kina, en ställning som hon värdesatte: hon gifte aldrig om sig, uppges ha avhållit sig från att gifta om sig och uppfattat alla rykten om kärleksaffärer som ett hot mot denna ställning. Hon hade stort inflytande i makens parti och valdes 1926 till Kuomintangpartiets centralkommitté. 
När Kuomintang uteslöt kommunisterna år 1927 lämnade hon partiet och anklagade det för att ha svikit hennes makes minne. Hon lämnade Kina och reste till Moskva. Hennes familj motsatte sig det och hon försköts av sin mor. I Moskva bodde hon som statens privilegierade gäst på hotell Metropol, umgicks i intellektuella kommunistkretsar och njöt av det politiska klimatet. Hon stödde Trotskij mot Stalin, men dolde sin sympati under konflikten mellan dessa. Hon togs emot av Stalin, men han tyckte inte om henne och valde istället att ge sitt stöd till Mao som ledare för de kinesiska kommunisterna. Däremot gav Stalin order till Komintern att utnyttja henne och hennes status i Kina. Hon gjorde 1928-29 ett besök i Berlin med den landsflyktiga Deng Yan-da, sedan han förvisats av Stalin. Hon kom att stå Deng Yan-da nära, och det är möjligt att de hade ett förhållande eller åtminstone var förälskade i varandra. Hon återvände sedan till Moskva. Hon närvarade vid Sun Yat-sens ombegravning i Nanking i juni 1929, men återvände sedan till Sovjetunionen. Hon gjorde ett andra besök i Berlin 1930, där hon bevittnade nazismens växande hot och stärktes i sina kommunistiska övertygelser innan hon återvände till Moskva. 
Hon återvände permanent till Kina efter sin mors död i juli 1931, och bosatte sig sedan åter i Shanghai. Under hennes frånvaro hade hennes syster Soong May-ling gift sig med Kuomintangs näste partiledare, Chiang Kai-shek. Soong Ching-ling hade en dålig relation till sin svåger Chiang Kai-shek, som hon kraftigt ogillade. Han å sin sida försökte alltid visa sig tillmötesgående mot henne på grund av hennes prestige som Sun Yat-sens änka. I november 1931 avrättade Chiang sin rival, Deng Yan-da, som var en nära vän till Ching-ling. Hon försökte övertala Chiang att inte döda honom, och då han svarade att Deng redan var avrättad, skrek Ching-ling åt honom. Efter denna incident hatade Ching-ling sin svåger för mordet på Deng Yan-da. Hon lät nu formellt värva sig till Komintern, och registrerade sig i hemlighet som medlem i KKP. 1933 deltog hon tillsammans med andra kinesiska intellektuella i bildandet av Det kinesiska förbundet för medborgerliga rättigheter, som assisterade Komintern och kommunisterna i Kina. Hon donerade pengar till förbundet, organiserade kommunisternas resor till Sovjet och knöt kontakter. Chiang Kai-shek var medveten om hennes agentverksamhet men kunde inte ingripa mot henne därför att hon var hans frus syster.

### Krigsåren
När kriget mellan Kina och Japan bröt ut i juli 1937 försonades hon med Kuomintang. Under kriget visade hon sig offentligt med sina systrar vid ett flertal tillfällen för att utåt demonstrera enighet. Hon ogillade fortsatt Chiang, men under kriget önskade även Stalin att kommunisterna visade enighet med Kuomintang mot japanerna. Liksom sin syster Soong Ai-ling bosatte hon sig i Hongkong efter krigsutbrottet. Hon grundade Kinas försvarsfront (som 1946 blev Kinas välfärdsinstitut) i Hong Kong 1939. Föreningen samlade in medel till de stridande (i praktiken mest till kommunisterna), bestod av en liten grupp nära vänner och bidrog till krigsinsatsen på ett blygsamt sätt, men den gav henne god publicitet. 
Den 10 december 1941 flögs hon och Soong Ai-ling med ett kinesiskt regeringsplan till Chongqing precis innan Hongkong anfölls av japanerna. Ching-ling var sedan bosatt i Chongqing fram till att hon kunde flytta tillbaka till Shanghai efter kriget. Ching-ling åtnjöt fortsatt god publicitet och omtalades med respekt i den kinesiska pressen oavsett politisk färg. Ett exempel på detta var den hastiga evakueringen från Hongkong undan japanerna: pressen kritiserade hårt att regeringen hade skickat ett plan för att evakuera Ai-ling, men riktade ingen kritik mot Ching-ling trots att ingen skillnad förekom vid detta tillfälle.
Efter krigsslutet flyttade hon tillbaka till Shanghai där hon omgav sig med en krets sympatisörer. Hon tog kommunisternas sida under det kinesiska inbördeskriget, men var inte formellt medlem i partiet. Utåt framställde hon sig som en passiv sympatisör med kommunisterna. 1947 bjöds hon av sin syster Soong May-ling på en resa till Hangzhou, och fick frågan vad kommunisterna begärde för att sluta fred. Hon svarade att hon inte hade något inflytande i politiska frågor men rapporterade det hela till Mao, och incidenten blev känd. Den 1 januari 1948 bildade hon och andra dissidenter i Kuomintang utbrytargruppen Kuomintangs revolutionära kommitté, vilken fortfarande existerar och finns representerad i den kinesiska politiken, och blev dess hedersordförande. 

### Kommunisteran
Vid kommunisternas övertagande 1949 stannade hon i Kina, sedan hennes två systrar emigrerat. Hon bröt med sin familj och besvarade inte de brev hon fick av sina systrar vid maktövertagandet. Hon hade ingen kontakt med sin familj efter 1949, med undantag av enstaka kortare brev såsom gratulationskort, som passerade censuren. I september 1949 närvarade hon vid kommunistkonferensen i Peking, och 1 oktober samma år vid utropandet av folkrepubliken Kina, där Mao i sitt tal nämnde henne som nummer tre i rang av hans sex vice ordföranden. 
Soong Ching-ling betraktades med stor vördnad av kommunistregimen i sin egenskap av Sun Yat-sens änka och en levande förbindelselänk mellan kommunistregimen och Sun Yat-sens ursprungliga rörelse. Någon reell politisk makt hade hon aldrig, men hon mottog en rad hedersbetygelser och hederstitlar, och visades upp vid offentliga högtider och officiella mottagningar. Hon ombads snart efter maktövertagandet att flytta till Peking, där hon försågs med ett residens och tog emot utländska gäster. Hon gjorde ett flertal utlandsresor, främst till kommuniststater. Hon levde ett mycket privilegierat liv i ett residens som tidigare hade tillhört fadern till Kinas sista kejsare, omgavs av tjänstefolk som kallade henne för den förrevolutionära titeln "frun" och en stab livvakter. 
I april 1951 tillkännagavs hon som vinnare av 1950 års Stalins fredspris. Hon utgav tidningen China Reconstructs, som senare blev Kina idag. 1953 utgavs hennes samlade skrifter, Struggle for New China. Allt hon skrev underkastades statlig censur innan det gick i tryck. År 1957 närvarade hon vid firandet av den ryska revolutionens fyrtioårsjubileum i Moskva. 
Hon var vice ordförande för förbundet Vänskap mellan Kina och Sovjet och hederspresident för Kinas kvinnofederation. Hon satt vid den kommitté som förberedde kongressvalen 1953 och skrivandet av 1954 års konstitution. De flesta av hennes ämbeten var dock främst menade som hedersbetygelser snarare än för att ge henne något verkligt inflytande eller uppgifter. Hon höll sig normalt sett utanför politiken. År 1950, då Mao fortfarande hade hopp om att erövra Taiwan, bad han henne att ta kontakt med sin syster Soong Ai-ling  och be henne besöka henne, för att agera medlare, men Soong Ai-ling avböjde inbjudan. 
Under en tid förekom rykten om att hon hade ett kärleksförhållande med sin livvakt Sui Xue-fang, som såg bra ut och som hon blivit personlig vän med. Huruvida det var sant är okänt, men livvakten bodde en tid hos henne med sin fru fram till att Soong tvingade dem att flytta, efter att livvaktens hustru hade ställt till ett uppträde med henne. Hans döttrar Yolanda och Yong-jie blev Soongs informella fosterbarn. Ryktet om kärleksförhållandet var möjligen utspritt av partiet för att varna henne att inte blanda sig i politiken, eftersom ett kärleksförhållande skulle få henne att förlora sin status som Suns änka, vilket utgjorde grunden för hela hennes oantastliga ställning. Hon hade vid samma tid som ryktet uppkom - 1956 - initialt vägrat skriva att Sun varit kommunist från början av sin karriär i pressen, vilket gjorde att hon inte bjöds in till hans offentliga minneshögtid samma år, varpå ryktet uppkommit. 
Under kulturrevolutionen 1966-1976 utsattes initialt Soong Ching-ling för häftig kritik av rödgardister som demonstrerade utanför hennes bostad, och hennes föräldrars gravar vandaliserades, vilket ledde till att premiärminister Zhou Enlai såg till att Soong sattes upp på en lista på personer som skulle undantas från politiska förföljelser. Efter det att Liu Shaoqi avsatts som president tjänstgjorde hon som ställföreträdande statsöverhuvud jämsides med Dong Biwu åren 1968-1972. 
Kort före sin död 1981 blev hon formellt medlem i Kinas kommunistiska parti och utnämndes till hederspresident. Hennes överlevande syster inbjöds till hennes begravning men avböjde inbjudan. 
Flera av hennes tidigare bostäder är nu museer.